# Ulrika Eleonora Stålhammar
Ulrika Eleonora Stålhammar, född 1683 i Svenarums församling, Jönköpings län, död 1733 på Björnskog i Hultsjö församling, Jönköpings län, var en svensk Smålandsartillerist under namnet Vilhelm Edstedt. Ulrika Eleonora Stålhammar ställdes inför rätta för att ha klätt ut sig till man och sedan tjänstgjort som soldat och gift sig med en kvinna. Hon har skildrats i pjäser och litteratur och blivit föremål för utställningar.

## Bakgrund
Ulrika Eleonora Stålhammar var en av sex döttrar till överstelöjtnant Johan Stålhammar.Hon uppgav senare om sin barndom att hon alltid hade tyckt mer om manliga sysslor än kvinnliga, att hon inte hade lärt sig några "kvinnliga slöjder" och att folk som hade sett henne rida och jaga hade anmärkt att det var synd att hon inte vore man, för då skulle hon med hennes talanger ha kunnat "göra större lycka här i världen". Efter hennes föräldrars död belades deras egendom med kvarstad och hon hade med ovilja sett hur hennes systrar ingått obehagliga äktenskap och bestämt sig för att undvika detta själv. Stålhammar förklädde sig 1713 till man och antog som sådan namnet Vilhelm Edstedt.
Hon letade länge efter möjligheten att ta värvning som soldat. Under tiden försörjde hon sig på olika sätt, bland annat som taffeltäckare hos landshövdingfamiljen Mannerborg i Åbo och som dräng hos gardeslöjtnanten Casper Johan Berch.
I oktober 1715 tog hon värvning i artilleriet vid Kalmar och tjänstgjorde enligt Svenska adelns ättartavlor som korpral vid ett faktori i Kalmar 1716–1726. Hon gifte sig med pigan Maria Löhnman, som inte tros ha varit intresserad av något intimt förhållande, efter att ha varit utsatt för våldtäkt. Hon skall därför inte ha upptäckt Stålhammars kön förrän långt senare.

## Rättegång
Ulrika Eleonora Stålhammar tog avsked från armén 1724 (vilket beviljades 1726) då hon fick ett brev från sin syster Katarina, som hade fått reda på hennes hemlighet och vistelseort och förebrådde henne för hennes handlingar. Hon återvände till sin familj och bad sin farbrors änka, godsägaren Sofia Drake af Torp och Hamra, om hjälp. Denna tog hand om hennes hustru Maria Löhnman, medan hon sände Stålhammar själv till släktingar i Värmland, där hon fick vänja sig vid att bära kvinnokläder igen. Därefter reste hon till Danmark, varifrån hon skrev till svenska myndigheterna och anmälde sig själv.
Att klä ut sig till det andra könet var vid denna tid ett brott som kunde leda till en dödsdom. Hon riktade en vädjan till kungen om nåd på grund av: "mitt svaga kön, som dock med största djupaste underdånighet, trohet och frimodighet uti tio års tid tjänat Sveriges krona". Att hänvisa till patriotismen som motivation var ett argument som användes av andra kvinnor som ställdes inför rätta av samma skäl, och som även myndigheter kunde ta intryck av, så som i fallet med Anna Jöransdotter, som några år tidigare hade ställts inför rätta för samma brott. Myndigheter förnekade inte att en kvinna kunde vara en duglig soldat, men synsättet var att detta inte förändrade brottet att ha "förbrutit sitt kön".
Stålhammar åtalades också för sitt äktenskap med en person av samma kön, Maria Löhnman. Hon bekände att hon hade fattat "en stark kärlek" till Löhnman och beslutat "att vilja leva och dö med henne". Denna kärlek sade hon hade uppenbarat sig för henne i en dröm. Hon hade sedan friat till Löhnman, som efter en lång tids brevväxling hade svarat ja. Efter fjorton dagar hade Stålhammar "under tårar och många suckar" sagt till Löhnman att hon nog inte var "rätt man" och avslöjat sig själv. Maria Löhnman hade förebrått henne men lovat att inte orsaka henne "i någon olycka". Löhnman uppges ha sagt: "om så är, så sörj intet därför. Gud ske lov jag är av sådan natur att jag inte stort frågar därefter". Löhnman uppgav senare att hon initialt hade trott att Stålhammar menat att hon var en hermafrodit.
Maria Löhnman vittnade inför rätten att hon hade älskat Stålhammar ännu mer sedan hon fått veta hennes kön, att hon för "den kära och ljuvliga samlevnad dem mellan" aldrig skulle ha kunnat avslöja henne utan i stället hade bett till Gud om att saken aldrig skulle upptäckas och att Stålhammar skulle slippa kommenderingar så att de skulle kunna leva tillsammans för alltid.
Paret försäkrade båda rätten om att de aldrig hade haft något sexuellt umgänge med varandra. Före avslöjandet hade Löhnman legat på Stålhammars arm, inte mer. Stålhammar hävdade att hon hade förälskat sig i Löhnman delvis på grund av dennas kyskhet och dygd, och även före detta husbönder, matmödrar och hyresvärdar intygade att de båda var kända för sin dygd. Då rätten frågade Stålhammar hur hon hade kunnat leva som gift i tio år utan män svarade hon: "som hon kunde tacka Gud för att hon aldrig haft några okyska tankar mindre någon naturlig retelse, så har hon inte behövt beblanda sig med någon mansperson". Rätten frågade Maria Löhnman om hon och Stålhammar "haft sådan kärleksöfvning med henne som gifta folk pläga med varandra?". Löhnman svarade : "Nej, det har hon aldrig haft eller tillbudit".

## Dom och efterspel
Göta hovrätt avgjorde att parets äktenskap hade brutit mot naturens ordning, men de frikändes från att ha utövat "någon species sodomiae", det vill säga från misstankarna om sexuellt umgänge. Hennes faster, Sofia Drake af Torp och Hamra, ska med en kraftfull intervention ha inverkat på strafflindringen. Kung Fredrik I avgjorde målet, och domen blev fängelse i en månad för Ulrika Eleonora Stålhammar och fjorton dagar för Maria Löhnman. Efter strafftiden bosatte sig Ulrika Eleonora hos släktingar  i Hultsjö, där hon dog, medan Maria levde som hushållerska på Salshult, Ulrika Eleonoras faster Sofia Drakes egendom utanför Vetlanda, fram till sin död år 1761.
Brev är efterlämnade som visar den starka kärleken mellan Ulrika Eleonora och Maria.

## Sammanhang och närbesläktade fall
Från slutet av 1500-talet fram till början 1800-talet är flera fall kända i Sverige av kvinnor som tjänstgjort som soldater utklädda till män, med en topp i början av 1700-talet. Detta var under denna tid ett allvarligt brott belagt med dödsstraff. Ulrika Eleonora Stålhammar är det kanske mest kända fallen av dem alla. Samtida fall var Anna Jöransdotter och Margareta Elisabeth Roos, som båda ska ha tjänstgjort i Karl XII:s armé samtidigt som Stålhammar (i Roos fall mer obekräftat), samt en icke namngiven kvinna som ska ha blivit piskad för sin tjänstgöring under fälttåget i Norge, och sedan levde långt in på 1740-talet då hon kunde ses i manskläder på Stockholms gator, där hon i folkmun var känd som "Ryttaren".
Det fanns en samtida medvetenhet om att det kunde finnas förklädda kvinnor i armén: under ett åtal för manlig homosexualitet uppgav till exempel dragonen Jürgen Wiess år 1715 att han hade besvarat korpral Roos närmanden enbart för att han trodde att denne var en förklädd kvinna, eftersom han hade hört att det skulle finnas två förklädda kvinnor bland soldaterna, varav en som var gift med en dragon vid regementet och hade tjänstgjort i fyra års tid.

## Pjäser och litteratur
- Calmare Gycklare har 2004 och 2005 uppfört två olika föreställningar om Ulrika Eleonora Stålhammars liv, med manus och regi av Andrea Berg.
- Karolinska kvinnoöden av Alf Åberg. Förlag: Natur och Kultur.
- Genealogisk Tidskrift, Band V 1958-60 s 58-63. Förlag: Genealogiska Föreningen.
- Ulrica Eleonora Karl XII:s Amazon, av Colibrine Sandström ISBN 91-631-2090-9

### Fotnoter
1. 1 2 3 4 5 6  Gustaf Elgenstierna, Den introducerade svenska adelns ättartavlor, vol. 8, Norstedts förlag, 1934, s. 7, läst: 30 januari 2023.[källa från Wikidata]
2. 1 2 3  Ulrika Eleonora Stålhammar1680-talet — 1733-02-16Levde som man och ingick äktenskap med en kvinna, Svenskt kvinnobiografiskt lexikon-id: UlrikaEleonoraStalhammar, läst: 20 september 2020.[källa från Wikidata]
3. 1 2 3 4 5 6  Harrison, Dick (2021). Sveriges stormaktstid. Historiska Media. sid. 396-397. ISBN 978-91-7789-624-1. Läst 2 april 2024
4. 1 2  Larsson, Olle, Stormaktens sista krig: Sverige och stora nordiska kriget 1700-1721, Historiska media, Lund, 2009
5. 1 2 3 4 5 6 7 8  Borgström Eva, red (2002). Makalösa kvinnor: könsöverskridare i myt och verklighet. Stockholm: Alfabeta/Anamma. Libris 8707902. ISBN 91-501-0191-9 (inb.)
6. ↑  Harrison, Dick, Jourhavande historiker, Norstedt, Stockholm, 2013
7. ↑  ”Arkiverade kopian”. Arkiverad från originalet den 31 mars 2012. https://web.archive.org/web/20120331154438/http://magasin.kb.se:8080/searchinterface/page.jsp?issue_id=kb:145110&sequence_number=3&recordNumber=&totalRecordNumber=#. Läst 4 september 2011.
8. ↑  Maria Johansdotter i Wilhelmina Stålberg, Anteckningar om svenska qvinnor (1864)